# 내 목숨 당신 품에
내 목숨 당신 품에는 1970년 공개된 대한민국의 영화이다.

## 배역
- 신성일
- 윤정희
- 김동원
- 이순재
- 양훈
- 오경아
- 윤희
- 유계선
- 전영선
- 강민호
- 김웅
- 전숙
- 지계순
- 노강
- 윤일주
- 최일